# Arcadie Osmolovski
Arcadie Osmolovski (n. 1882, Chisinau – d. 26 aprilie 1931, Odesa) a fost un profesor și om politic ucrainean din Basarabia, care a făcut parte din Sfatul Țării din Basarabia.
La data de 27 martie 1918 a votat împotriva Unirii Basarabiei cu România.
La data de 10 noiembrie 1918, pentru activitatea lui antiromânească, autoritățile române din Basarabia l-au declarat persona non-grata și, prin mijlocirea consulului, l-au expulzat peste Nistru, în URSS. S-a stabilit pentru o vreme la Odesa unde a predat cursul de mineralogie aplicată la Universitatea din acel oraș. A desfasurat o activitate pedagogică destul de vasta in acel oraș, până în momentul arestului pentru activități contrarevolutionare în urma unui denunț semnat de un student restanțier, a fost arestat și a dispărut pentru totdeauna. Cum a stabilit cercetătorul Vladimir A. Smirnov  Arcadie Osmolovski a decedat în urma paraliziei inimii, care s- a produs in timpul arestului de către organele NKVD la Odesa.